# Jean Goy
Pour les articles homonymes, voir Goy (homonymie).
Jean Goy, né le 16 octobre 1892 à Chastreix et mort le 27 février 1944 à Paris, est une figure du monde des anciens combattants et un homme politique français.
Il est député de la Seine de 1924 à 1936 puis du Calvados de 1937 à 1940 et maire du Perreux-sur-Marne (Val-de-Marne) de 1929 jusqu'en 1944. De 1935 à 1940, il préside l'Union nationale des combattants (UNC). Durant la Seconde Guerre mondiale, il est partisan de la collaboration au sein du Rassemblement national populaire (RNP), parti qu'il a co-fondé avec Marcel Déat.

## Biographie
Fils d'un couple d'instituteurs, publiciste en 1914, Jean Goy est mobilisé au 4e régiment de zouaves durant la Première Guerre mondiale. Il est gazé en 1917, reçoit la croix de guerre avec 4 citations et termine la guerre comme sous-lieutenant. Il obtient la croix de chevalier de la Légion d'honneur en 1922.
Il mène après la guerre une triple carrière d'industriel dans la région parisienne, de leader du monde combattant et d'homme politique. 
Il est un temps industriel au Perreux-sur-Marne, directeur général de la Société de fonderie et de mécanique générale, et il administre d'autres sociétés à partir de 1923 comme la Siava (Spécialités industrielles pour l'aviation et les véhicules automobiles). L'historien Antoine Prost le qualifie d'« homme politique sans véritable profession ». Goy se présente en tout cas comme industriel.
Il est en décembre 1919 le secrétaire du groupement des officiers mutilés (GOM), une association fondée en novembre 1919 et présidée par le lieutenant-colonel Jean Fabry, député, et qui s'affilie à l'UNC. Il est ensuite le secrétaire général du GOM durant plusieurs années. Il intègre en 1921 le conseil d'administration de l'Union nationale des combattants (UNC), la principale association d'anciens combattants de droite dans l'entre-deux-guerres, et intervient lors de nombreux congrès et meetings. Il est délégué général en 1922-23 de la Chambre syndicale de la presse des anciens combattants, comme représentant de L'Echo des blessés, l'organe du groupement des officiers mutilés. 
C'est un partisan de l'« action civique » (en l'occurrence, politique) des anciens combattants, préconisée par l'UNC lors de son congrès de Vichy en 1923. Il anime en 1923-24, comme secrétaire général, le comité de la Seine de la Ligue d'action civique des anciens combattants et victimes de guerre, liée à l'UNC et fondée fin 1923. Cela lui permet de figurer à ce titre sur une liste de candidats aux élections législatives de 1924, dans le 4e secteur du département de la Seine (en l'occurrence en banlieue parisienne). Comprenant des modérés et faisant face à deux listes de gauche et à une liste d'extrême droite (Action française), elle est menée par Charles Bertrand, président de l'UNC, et Maurice Bokanowski, députés sortants. Il est élu député, siège parmi les non-inscrits, et se veut le défenseur des anciens combattants à la Chambre. 
De 1925 à 1927, il anime un Front républicain, groupement politique qui s'adresse aux anciens combattants, initié par certains dirigeants de l'UNC (Goy, Jules Aubertin) et d'autres personnalités du monde combattant comme l'avocat parisien Edmond Bloch, secrétaire général de l'Association générale des mutilés de la Grande Guerre (AGMG). Son programme politique est vague ; il est hostile aux partis politiques, à l'impuissance de la Chambre des députés, et a comme slogan : « Ni bolchevisme, ni fascisme ». Le Front a connu un début en fanfare, marqué par un meeting à la salle Wagram le 29 novembre 1925, le lancement d'un hebdomadaire en décembre, tiré à 50 000 exemplaires les six premiers mois et l'adhésion de leaders de l'Union Fédérale des Associations Françaises d'Anciens Combattants (UF), l'autre grande fédération d'anciens combattants (Henri Pichot, Gaston Rogé). Ce front organise un meeting à Paris contre les accords de Washington, à propos des dettes interalliées, en juin 1926, avec Goy, Pichot et Bloch. Mais la masse des anciens combattants ne l'a pas rejoint et des fondateurs comme Bloch l'ont quitté dès l'été 1926. Ce front végète ensuite jusqu'en 1928. Ce groupement a été financé de 1925 à 1926 par des industriels anciens combattants, notamment Ernest Mercier, membre de l'UNC de Paris, qui ont versé 100 000 francs par mois, puis 50 000 francs en avril 1926. La source s'est tarie selon Goy quand Mercier a décidé de lancer le Redressement français. 
Il est élu membre du premier conseil d'administration de la Confédération nationale des anciens combattants et victimes de guerre, en mars 1928. Député sortant, il est aussi réélu, en 1928 et en 1932, cette fois au scrutin uninominal, dans la troisième circonscription de l'arrondissement de Sceaux (communes de Nogent-sur Marne, Le Perreux-sur-Marne, Bry et Champigny-sur-Marne,). Il est élu en 1928 au second tour, battant un communiste et le socialiste Jean-Baptiste Séverac, secrétaire de la SFIO et rédacteur en chef du Populaire. Il est également réélu en 1932 au second tour. Il siège dans des groupes parlementaires centristes, opposés au socialisme et au communisme. Il est aussi maire du Perreux-sur-Marne, dans l'actuel département Val-de-Marne, de 1929 à 1944. 
Il participe à la manifestation du 6 février 1934 à Paris, à la tête du défilé de l'UNC ; il est blessé pendant l'émeute. Lors du congrès annuel de l'UNC, il présente un vœu sur la réforme électorale et la réforme de l'État, renforçant le pouvoir exécutif ; il est alors toujours hostile aux partis politiques et il s'en prend à la franc-maçonnerie. Il appuie et anime l'Action combattante, le mouvement civique sinon politique dont se dote l'UNC en 1934-35.
Membre du comité directeur du groupe parisien de l'UNC, il est élu membre du bureau national en mai 1934 et juin 1935. 
Le 2 novembre 1934, il gagne Berlin avec un autre ancien combattant pour y rencontrer Adolf Hitler. Il est alors la première personnalité du monde combattant français à rencontrer le dirigeant nazi depuis l'arrivée au pouvoir de ce dernier en janvier 1933. À son retour, il signe un article dans le quotidien Le Matin, relatant sa visite et rapportant  les paroles du dictateur allemand, selon lequel « aucun Allemand ne désire la guerre ». Démarche assez mal accueillie par la majorité des journaux parisiens, dubitatifs. Certains journaux, de gauche, de droite ou d'extrême droite, sont très critiques, à la fois vis-à-vis d'Hitler et de la démarche de Goy. D'autres se montrent favorables à cette visite, notamment Jean Luchaire dans Notre temps, qui publie une interview de Goy avant sa rencontre avec Hitler dans lequel Goy annonce qu'il est hostile à « une germanophobie stupide et stérile » et estime que des contacts franco-allemands sont utiles. Le député Henry Franklin-Bouillon critique vivement Goy, dans les couloirs puis à la tribune de la Chambre des députés. Goy s'explique et se défend en répondant aux questions de Bertrand de Jouvenel et en adressant un courrier aux journaux parisiens. Il est aussi interviewé par le correspondant parisien du Völkischer Beobachter, l'organe du parti nazi. Le 1er décembre 1934, il reçoit à Paris, à son domicile, Joachim von Ribbentrop, aux côtés d'autres dirigeants d'associations d'anciens combattants comme Georges Scapini, également député, ou Jean Desbons.
Il est désavoué par le président de l'UNC, Georges Lebecq, mais il réussit à obtenir le soutien des membres de l'association et accède à sa présidence nationale en décembre 1935, à la suite de la démission de Lebecq. 
Selon l'historien Antoine Prost, il n'était pas désintéressé et traîne, comme un autre président de l'UNC, Henry Rossignol, une réputation douteuse. 
Il est alors depuis novembre 1935 l'un des fondateurs du Comité France-Allemagne ; il en est l'un des deux secrétaires généraux avec Henri Pichot, président de l'Union fédérale (UF), l'autre grande fédération d'anciens combattants, plus à gauche que l'UNC. 
Le 31 mars 1936, il prend part à Paris à une réunion politique du Parti national populaire (nouveau nom des Jeunesses patriotes), aux côtés de cadres de ce parti, au cours de laquelle son dirigeant, le député Pierre Taittinger, donne ses directives pour les élections législatives. L'UNC qu'il préside est alors anticommuniste.
Battu aux élections législatives de 1936, au second tour, par le socialiste Gaston Allemane qui bénéficie de la dynamique du Front populaire contre « l'homme du 6 février et du voyage à Berlin », il fait partie des personnalités que le Front populaire réussit à faire battre, comme Franklin-Bouillon, Fabry, Désiré Ferry ou Pierre Cathala. 
Goy appelle à partir de juillet 1936 à la formation d'un « rassemblement français » de toutes les forces anticommunistes. L'UNC qu'il préside va essayer de faire vivre ce rassemblement en 1936-37, avec un accord, éphémère, en octobre 1936, entre l'UNC et le Parti social français,. Les maigres troupes de l'Union patriotique des Français israélites d'Edmond Bloch y adhèrent en janvier 1937. Goy préside après cette adhésion un meeting commun contre le matérialisme communiste des Sans-Dieu, aux côtés de Lebecq, de Bloch et de religieux,. L'engagement politique trop marqué de l'UNC provoque une polémique entre Goy et Pichot.
Goy se rend en février 1937 en Espagne, alors en pleine guerre civile, et donne une déclaration anticommuniste à son retour. Il se rend aussi à Berlin la même année, aux côtés d'autres dirigeants d'associations d'anciens combattants comme Pichot ou Desbons, pour assister au congrès constitutif de l'Internationale des anciens combattants. Il y rencontre une nouvelle fois Hitler et déclare à son retour que ce dernier « veut la paix avec la France ».
Après avoir songé à se porter candidat à Mortain (Manche) en avril 1937, il se porte candidat le même mois à une autre élection législative partielle, à Falaise (Calvados) à la suite de la mort d'Henri Provost de la Fardinière,, bénéficie de l'investiture du Parti social français] (PSF) et obtient d'être le candidat unique des droites. Élu au second tour le 30 mai 1937, il retrouve la Chambre des députés. Il est alors accusé d'avoir été financé par de l'argent allemand. Son élection est invalidée en 1938 par un vote de la Chambre des députés, à la demande de son rival battu au second tour, l'ancien député Henri Chatenet, par ailleurs président de l'Union nationale des mutilés, réformés et anciens combattants (UNMR). Il est cependant réélu le 8 mai 1938, dès le premier tour.
En mars 1939, au lendemain de l'occupation par l'Allemagne de la Bohême et de la Moravie, Goy et Pichot demandent et obtiennent deux mois plus tard la suspension de l'activité du comité France-Allemagne. 
En juillet 1940, il vote les pleins pouvoirs au maréchal Pétain. Sous l'Occupation, il bénéficie de rapports privilégiés avec Otto Abetz, l’ambassadeur du Reich à Paris.
En 1941, Jean Goy participe à la fondation du Rassemblement national populaire (RNP) de Marcel Déat, un parti collaborationniste, et intègre son comité directeur ; il est chargé de l'organisation territoriale. S'y ajoute en octobre 1941 la fonction de trésorier. Georges Albertini, no 2 et véritable animateur du parti, le pousse à quitter le RNP en 1942. 
Il a été destitué de sa fonction de président de l'UNC, notamment par Georges Lebecq, puis rétabli dans ses prérogatives. Selon Xavier Vallat, Goy s'est vivement opposé à la création de la Légion française des combattants. Il est délégué général des groupements d'anciens combattants de la zone occupée. En 1941, il appelle les anciens combattants à accepter la collaboration franco-allemande. Le 18 novembre de la même année, en souvenir de son article de 1934, Le Matin donne la parole à Goy à propos de la collaboration. L'année suivante, il tient une réunion pour préconiser l'union des anciens combattants des deux guerres derrière le maréchal Pétain et le gouvernement de Pierre Laval. 
Le régime de Vichy confirme sa fonction de maire en 1941 et le désigne en juillet 1942 conseiller départemental de Nogent-sur-Marne. Il fait partie en 1943 d'une délégation de conseillers généraux et municipaux parisiens anciens combattants  qui se rend à Vichy pour rencontrer Laval et Pétain.
Le 27 février 1944, âgé de 51 ans, Jean Goy décède à Paris d’une courte maladie. Le 3 mars suivant ont lieu ses obsèques, auxquelles assiste une foule nombreuse, conduites par Otto Abetz, ambassadeur allemand en France, le ministre Pierre Cathala et le préfet de la Seine René Bouffet,.
Il est déchu à la Libération de la Légion d’honneur, à titre posthume . Au Perreux-sur-Marne, l’avenue à son nom est renommée avenue de Rosny et sa dépouille est retirée du carré militaire.

### Vie privée
Jean Goy épouse à Paris le 10 juillet 1920 Marie Thérèse Laetitia Rivière (1894-1960), fille d'un propriétaire - cultivateur. Sa femme, Laetitia, a pu jouer un rôle dans le monde combattant. Elle est ainsi à partir des années 1920 secrétaire générale de l'Auxiliaire féminin, branche féminine de la Fédération interalliée des anciens combattants (FIDAC). Elle a pu représenter Jean Goy à des cérémonies de ce monde. Elle reçoit en 1939 la croix de chevalier de la Légion d'honneur en tant que secrétaire générale de l'Auxiliaire féminin de la FIDAC, au titre du ministère des affaires étrangères. Elle joue aussi un rôle social dans la commune dont son mari est le maire, Le Perreux-sur-Marne, présidant ainsi un comité qui met en place en 1930 une œuvre du vestiaire des écoles maternelles, qu'elle préside par la suite. Elle mène à Paris la vie mondaine d'une épouse de député modéré, dans les années 1930 notamment.
Juridiquement séparé de son épouse après 20 ans de mariage en 1940, Jean Goy vit à partir de 1938 avec l’actrice Jacqueline Delubac,.

## Sources
- Antoine Prost, Les anciens combattants et la société française, 1914-1939, PFNSP, 1977, 3 volumes
- Claire Moreau Trichet, Henri Pichot et l'Allemagne de 1930 à 1945, Bern, P. Lang, coll. « Convergences » (no 35), 2004, 407 p. (ISBN 978-3-039-10451-2, OCLC 470295798, lire en ligne)
- Philippe Nivet, Les assemblées parisiennes, de la déclaration de guerre à la libération de Paris : 1939-1944, Paris, Amiens, Fédération des sociétés historiques et archéologiques de Paris et de l'Île-de-France ; Centre d'histoire des sociétés, coll. « Paris et Île-de-France, Études et documents » (no 3), 1996, 292 p. (ISBN 978-2-908-37102-4, OCLC 463777045), p. 179-180
- Jean-Marie Mayeur (dir.), Les parlementaires de la Seine sous la troisième République, Publications de la Sorbonne, 2001, p. 285
- « Jean Goy », dans le Dictionnaire des parlementaires français (1889-1940), sous la direction de Jean Jolly, PUF, 1960 [détail de l’édition] (En ligne sur le site de l'Assemblée nationale.)